# Irepo
Irepo è una delle trentatré aree a governo locale (local government areas) in cui è suddiviso lo stato di Oyo, nella Repubblica Federale della Nigeria.
Si estende su una superficie di 984 km² e conta una popolazione di 122.553  abitanti.